# 11242 Franspost
A 11242 Franspost (ideiglenes jelöléssel 2144 T-1) a Naprendszer kisbolygóövében található aszteroida. Cornelis Johannes van Houten,  Ingrid van Houten-Groeneveld és Tom Gehrels fedezte fel 1971. március 25-én.